# 479 (číslo)
Čtyři sta sedmdesát devět je přirozené číslo. Následuje po číslu čtyři sta sedmdesát osm a předchází číslu čtyři sta osmdesát. Římskými číslicemi se zapisuje CDLXXIX a řeckými číslicemi υοθ.

## Matematika
479 je:
- Deficientní číslo
- Prvočíslo
- Nešťastné číslo

## Astronomie
- (479) Caprera je planetka hlavního pásu, kterou objevil v roce 1901 Luigi Carnera

## Roky
- 479
- 479 př. n. l.